# Amazon Coin
Amazon Coin este o criptomonedă lansată din 2013 de site-ul de comerț online, Amazon.com., destinată clienților săi din S.U.A., posesori de tablete Kindle, Kindle Fire și Android. Aceștia au primit în contul lor de cumpărături pentru început 500 de Amazon Coin, echivalentul a 5 dolari, din care puteau achiziționa jocuri și aplicații prin aplicația Amazon Appstore. Amazon Coin este o monedă care nu expiră și nu presupune comisioane pentru utilizare, iar scopul creării sale a fost în primul rând unul promoțional. Utilizatorii vor putea cumpăra Amazon Coin la rata de 1 dolar pentru 100 de monede virtuale, dar numai multiplu de 500 de monede virtuale.

Site-ul oferă posibilitatea achiziționării a cât mai multe monede la prețuri din ce în ce mai avantajoase, respectiv cu cât se cumpără mai mult, cu atât se vor putea achiziționa mai ieftin. Retailer-ul speră să atragă prin această inovație un număr tot mai mare de clienți și dezvoltatori de aplicații, astfel încât Amazon Store să rivalizeze cu Plaz Store de la Google și App Store de la Apple.